# Бруно Винисиус Соуза Рамос
Бруно Винисиус Соуза Рамос (порт. Bruno Vinícius Souza Ramos); род. 30 марта 1997 года, Ипатинга, Бразилия), — бразильский футболист, полузащитник клуба «Спортинг».

## Клубная карьера
Табата — воспитанник клуба «Атлетико Минейро». В 2016 году Бруно подписал контракт с португальским «Портимоненсе». 6 августа в матче против дублёров «Спортинга» он дебютировал в Сегунда лиге. 14 мая 2017 года в поединке против «Ольяненсе» Бруно забил свой первый гол за «Портимоненсе». По итогам сезона клуб вышел в элиту. 7 августа в матче против «Боавишты» он дебютировал в Сангриш лиге.
Летом 2020 года Табата перешёл в лиссабонский «Спортинг». 4 октября в матче против «Портимоненсе» он дебютировал за новый клуб.

## Достижения
«Спортинг»
- Чемпион Португалии: 2020/21
- Обладатель Кубка португальской лиги: 2020/21
- Обладатель Суперкубка Португалии: 2021